# Höstflikmätare
Höstflikmätare, Ennomos autumnaria, är en fjärilsart som beskrevs av Adolf Werneburg 1859. Höstflikmätare ingår i släktet Ennomos, och familjen mätare, Geometridae. Artens vingspann är mellan 41 och 54 millimeter. Arten förekommer i skog och buskrika marker i södra  och centrala Europa, upp till mellersta Skandinavien. är reproducerande i både Sverige och Finland och enligt respektive rödlista är arten livskraftig, LC i båda länderna. Fem underarter finns listade i Catalogue of Life, Ennomos autumnaria autumnaria (Werneburg, 1859), Ennomos autumnaria intermedia Inoue, 1942, Ennomos autumnaria koreennomos Bryk, 1949. Ennomos autumnaria pyrrosticta Wehrli, 1940 och Ennomos autumnaria sinica Yang, 1978. Fjärilen övervintrar som ägg.

## Bildgalleri

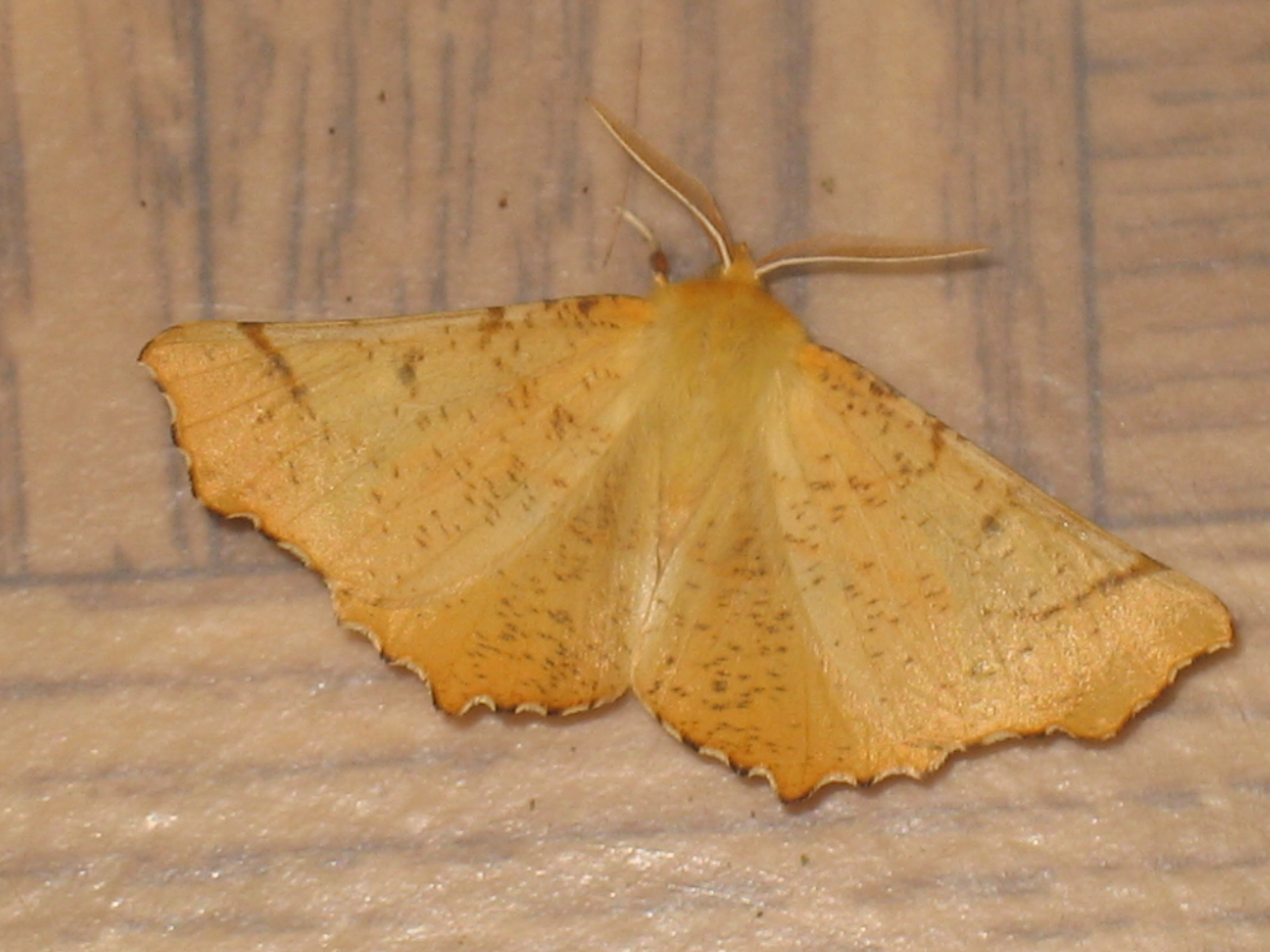
Imago fjäril.
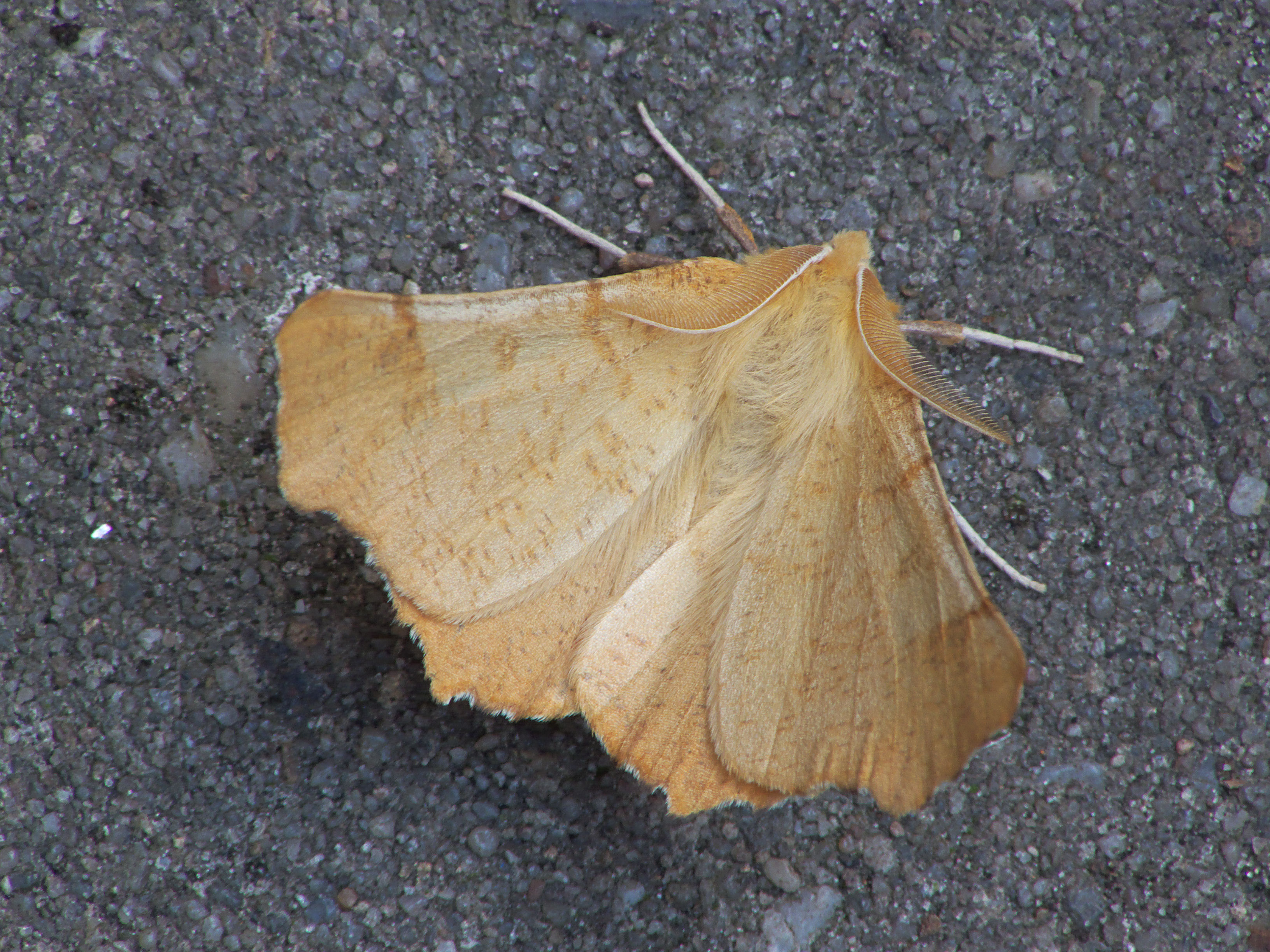
Imago fjäril.
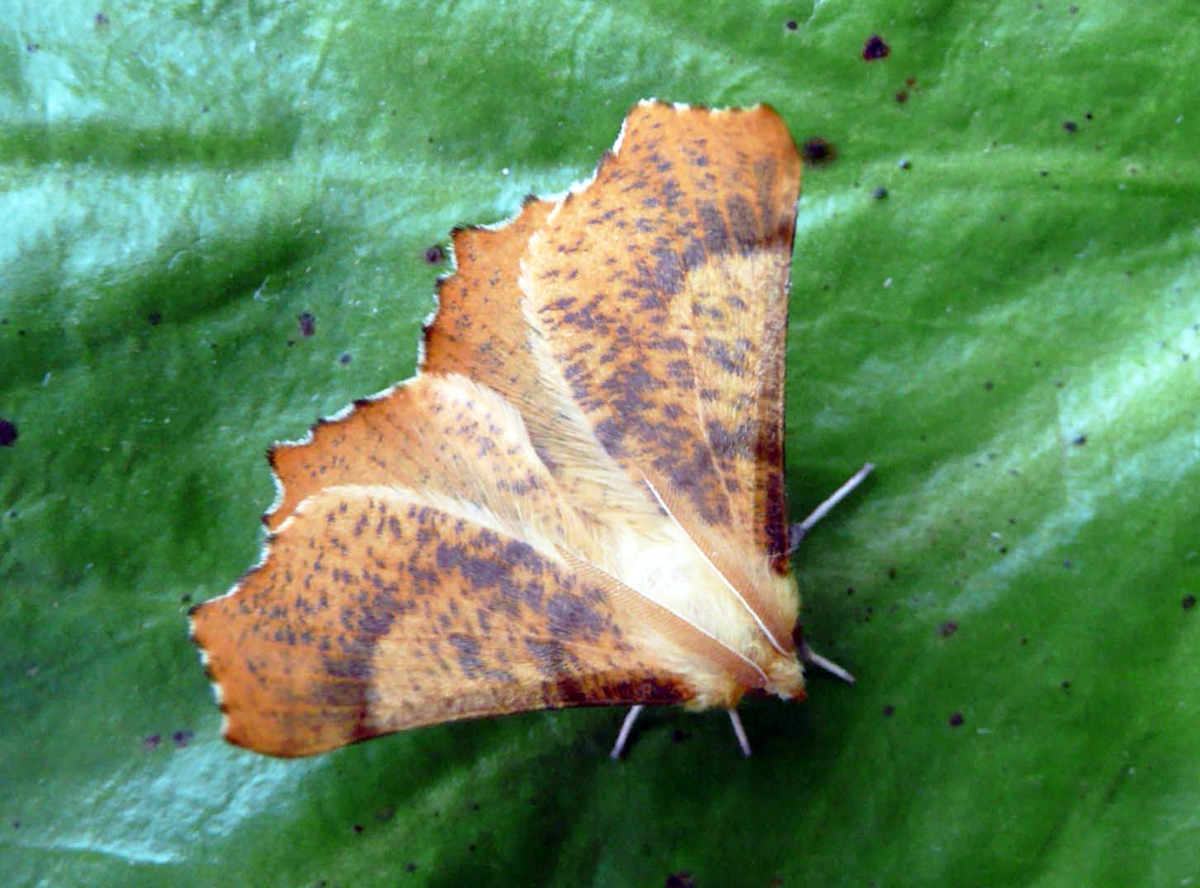
Imago fjäril.
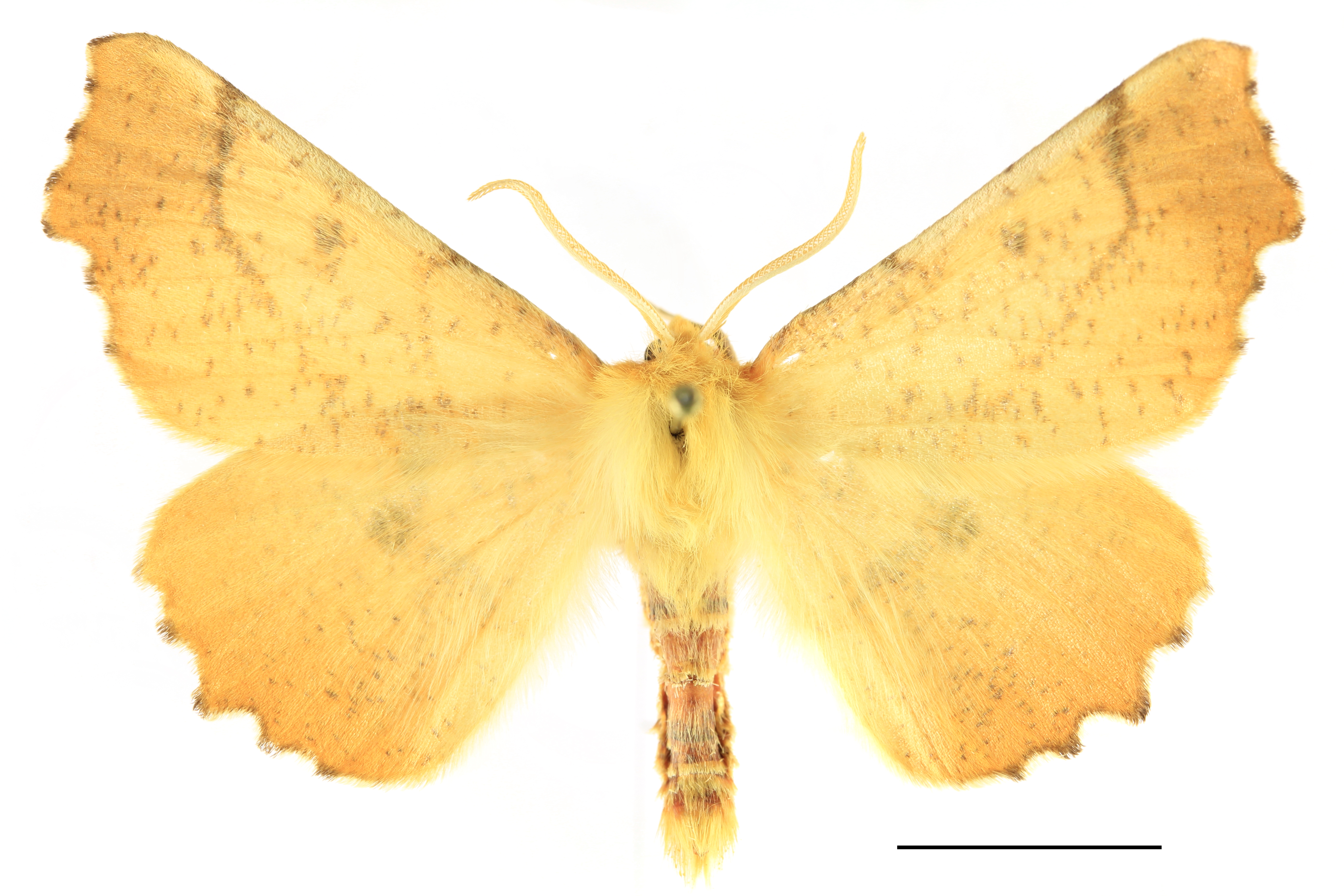
Preparerad (uppnålad) imago fjäril.